# Pandora 1985/1998
Pandora 1985/1998 es el primer álbum en vivo realizado por el grupo musical Pandora bajo la producción de la casa disquera EMI Music México. Fue lanzado en formato de doble casete CD Doble en el año de 1998 y fue grabado durante su presentación en vivo en el Teatro Metropolitan en la Ciudad de México realizado el 8 de mayo de 1998.
Este álbum contiene el tema grabado en estudio "La Usurpadora" que es el tema titular de la Telenovela Mexicana del mismo nombre.

## Antecedentes
Para celebrar los 13 años de carrera y revalidar la continuación del grupo, Pandora realiza un concierto en el Teatro Metropolitan el viernes 8 de mayo de 1998, donde interpretan los principales temas de su carrera. Este álbum fue reeditado en el año 2003 y lanzado la venta el DVD del concierto en el mes de diciembre. Este fue el regreso de Pandora a los escenarios, puesto que desde la salida de Liliana no hacían uno, además del regreso triunfal de Fernanda Meade al trio.[cita requerida]

## Promoción
El grupo hace una intensa promoción del disco, presentándose en variados programas de televisión y en el teletón de ese año, además realizar una gira por toda la República. Aprovechando el éxito de la telenovela La Usurpadora, eligen ese tema como punta de lanza para la promoción del disco, además del Popurrí Pandora, Popurrí Juan Gabriel y el único tema inédito del disco Con tal de verte feliz de Fato. El tema “La Usurpadora” logró un gran éxito en países de habla hispana.

## Recepción
El disco alcanza disco de oro por sus altas ventas, y el año 2003 cuando se lanza "Pandora en Vivo" que es una reedición del mismo pero esta vez en CD y DVD con el cual vuelven a recibir disco de oro.

## Videos
- Todas las canciones tienen video de promoción, excepto "La Usurpadora" y Con tal de verte feliz", además del "Ave María"  que fuera interpretado en el show pero no fue incluido dentro del disco.

## Lista de canciones
| Pandora 1985/1998 CD 1 |                                                              |          |  |
| N.º                    | Título                                                       | Duración |  |
| 1.                     | «Matándome suavemente»                                       | 3:40     |  |
| 2.                     | «Sólo él y yo»                                               | 4:17     |  |
| 3.                     | «Con tu amor»                                                | 6:25     |  |
| 4.                     | «Mi fracaso»                                                 | 3:47     |  |
| 5.                     | «Mi hombre»                                                  | 3:31     |  |
| 6.                     | «No puedo dejar de pensar en ti»                             | 3:57     |  |
| 7.                     | «Un beso y una flor»                                         | 4:21     |  |
| 8.                     | «Desde el día que te fuiste»                                 | 3:36     |  |
| 9.                     | «Alguien llena mi lugar»                                     | 4:16     |  |
| 10.                    | «Popurrí Piano: Y ven / Sería capaz / Ella se llenó de amor» | 8:41     |  |

| Pandora 1985/1998 CD 2 | |          |  |
| N.º                    | Título | Duración |  |
| 1.                     | «Popurrí Pandora: Cuando no estás conmigo / Como una mariposa / Atrapada / Quiéreme más / Ni tú, ni yo / Cuando quieras déjame / Nadie baila como tú / El noa noa» | 10:40    |  |
| 2.                     | «Como te va mi amor» | 6:52     |  |
| 3.                     | «Una historia sin miedo» | 4:59     |  |
| 4.                     | «Después de ti, qué» | 3:55     |  |
| 5.                     | «El farsante» | 3:29     |  |
| 6.                     | «Se me olvido otra vez» | 3:39     |  |
| 7.                     | «Amor eterno» | 5:52     |  |
| 8.                     | «Popurrí Juan Gabriel» | 6:32     |  |
| 9.                     | «Con tal de verte feliz (Inédita)» | 3:45     |  |
| 10.                    | «La usurpadora (Estudio original)» | 3:25     |  |